# Großsteingräber bei Thaden
Die Großsteingräber bei Thaden sind eine Gruppe von vier megalithischen Grabanlagen der jungsteinzeitlichen Trichterbecherkultur bei Thaden im Kreis Rendsburg-Eckernförde in Schleswig-Holstein. Die Gräber 1 und 2 tragen die Sprockhoff-Nummern 177 und 178.

## Lage
Die Gräber befinden sich südöstlich von Thaden an der Jarsdorfer Straße in einem Waldstück. Die Gräber 1 und 2 liegen direkt beieinander, ihre Hügelschüttungen berühren sich. Grab 3 liegt etwas nordöstlich hiervon und Grab 4 östlich von Grab 3.

## Beschreibung

### Grab 1
Diese Anlage besitzt eine runde Hügelschüttung mit einem Durchmesser von 18 m. Von der Umfassung sind im Süden noch sieben Steine erhalten. Bei der weitgehend vollständig erhaltenen Grabkammer handelt es sich um ein ost-westlich orientiertes Ganggrab mit trapezförmigem Grundriss. Die Länge beträgt 3,3 m und die Breite 1,4 m im Osten und 1,7 m im Westen. Es sind drei Wandsteine an der nördlichen und vier an der südlichen Langseite, je ein Abschlussstein an den Schmalseiten und zwei von ursprünglich drei Decksteinen vorhanden. Der westliche Abschlussstein hat eine Länge von 2,1 m und eine Breite von 1,1 m. Zwischen dem von Osten aus gesehen ersten und zweiten Wandstein der Südseite befindet sich der Zugang zur Kammer. Diesem ist ein Gang aus einem Wandsteinpaar vorgelagert. Der Deckstein des Gangs ist verlagert und zerschlagen. Der Gang hat eine Länge von 2,1 m und eine Breite von etwa 0,6 m.

### Grab 2
Diese Anlage besitzt eine runde Hügelschüttung mit einem Durchmesser von 15 m. In der Mitte sind in einer aufgewühlten Grube ein Deckstein und an dessen Südende ein Wandstein erkennbar. Der Deckstein hat eine Länge von 2,6 m und eine Breite von mindestens 1 m. Da der Rest der Kammer noch völlig mit Erde bedeckt ist, lassen sich ihre Maße und der Typ nicht sicher bestimmen. Nach Ernst Sprockhoff könnte es sich um einen Dolmen handeln.

### Grab 3
Diese Anlage besitzt ein stark zerstörtes, nordwest-südöstlich orientiertes rechteckiges Hünenbett mit einer Länge von 25 m und einer Breite zwischen 4 m und 5 m. Sämtliche Umfassungssteine fehlen. Eine Kammer ist nicht erkennbar, nach Sprockhoff könnte es sich um einen Dolmen gehandelt haben.

### Grab 4
Diese Anlage besitzt ein stark zerstörtes, nordwest-südöstlich orientiertes rechteckiges Hünenbett mit einer Länge von etwa 60 m und einer Breite von etwa 7 m. Sämtliche Umfassungssteine fehlen. Eine Kammer ist nicht erkennbar, nach Sprockhoff könnte es sich ebenfalls um einen Dolmen gehandelt haben.